# ARM Cortex-A15 MPCore
ARM Cortex-A15 MPCore — 32-битный многоядерный процессор, предоставляющий до 8 кэш-когерентных Cortex-A15 ядер, использующих набор инструкций ARM v7. Ядро представлено в 2010 году

## Обзор
ARM утверждает, что ядро Cortex A15 на 40 процентов производительнее на той же частоте, чем ядро Cortex-A9.
Основные особенности архитектуры Cortex A15:
- Внеочередной, спекулятивный, суперскалярный, с динамическим предсказанием ветвлений вычислительный конвейер. Декодер обрабатывает 3 команды за такт, буфер для перераспределения инструкций ёмкостью 32 команды, 8 портов исполнения, глубина целочисленного конвейера — 15 ступеней, конвейера операций с плавающей запятой и NEON-инструкций — 17-25 стадий. Ядро обрабатывает до восьми микроопераций за такт.
- Интегрированный в ядро блок обработки SIMD-инструкций NEON с внеочередным исполнением инструкций, поддержка DSP-инструкций архитектуры v6. 128-битные АЛУ.
- Интегрированный в ядро сопроцессор операций с плавающей запятой VFPv4, внеочередное исполнение команд.
- LPAE — поддержка адресации до 1 терабайта ОЗУ (Large Physical Address Extensions, 40-битная шина адресов). Однако так же, как и в x86 PAE, пользовательские приложения ограничены 32-битным адресным пространством на процесс.
- Поддержка аппаратной виртуализации
- 128-битная шина кэшей L1
- Поддержка набора инструкций Thumb-2
- Поддержка расширений безопасности TrustZone
- Поддержка расширения Jazelle RCT для JIT-компиляции